# Juana Huancahuari
Juana Aidé Huancahuari Páucar (Lima, 21 d'agost de 1969) és una enginyera agrònoma, política i dirigent peruana d'origen quítxua, va exercir el càrrec de congressista de la República del Perú des del 2006 fins al 2011, representant al departament d'Ayacucho amb 40,600 vots. Actualment és Secretària de Drets Humans de la Confederación Campesina del Perú (CCP).

## Treball al Congrés
La seva vocació de servei i compromís social l'han vinculat al treball legislatiu en temes relacionats amb la situació agrària, les comunitats pageses i pobles indígenes, justícia i drets humans, la situació de la dona peruana, els afectats per la violència política, entre d'altres. D'aquesta manera ha integrat diverses comissions des de les quals ha pogut proposar alguns propostes legislatives que redundin en benefici de la població pobra del Perú.

## Suspensió
Amb el violent desallotjament policial als nadius en la Curva del Diablo, a Bagua, en el qual van morir fins avui 35 persones, 25 dels quals van ser policies, el Congrés de la República del Perú seguia sense atendre el principal reclam dels pobles amazònics perquè es deroguin els decrets legislatius 1090, 1064 i altres que es van promulgar en el marc de la implementació del Tractat de Lliure Comerç Perú-Estats Units, i que afectaven els drets col·lectius d'aquests pobles així com dels recursos naturals.
Aquesta actitud d'ajornament del Congrés per a discutir la derogatòria dels decrets, va ocasionar que un grup de l'oposició al Congrés, encapçalats pel Partit Nacionalista Peruà, entre ells Juana Huancahuari, decidissin exhibir cartells amb lemes al·lusius a la seva discussió i en el qual s'expressava els seus punts de vista ("la tierra no se vende").
Així, el 10 de juny de 2009, previ a l'atur nacional convocat per a l'endemà, en una maniobra política per evadir la derogació, la majoria oficialista integrada per la denominada "Triple Aliança" (APRA, Unitat Nacional i fujimoristes), va aprovar suspendre la vigència dels decrets 1090 i 1964, fet que va indignar no sols als congressistes nacionalistes sinó a la majoria de la població en general, que insistia en la seva derogatòria. Mentre els dirigents pagesos i apus amazònics donaven a conèixer que rebutjaven l'esmentada suspensió i que es ratificaven en l'atur nacional, a l'interior del Parlament, la bancada nacionalista en ple va decidir ocupar el mitjà de l'Hemicicle en protesta davant el que consideraven un passeig polític més del govern i els seus aliats.
El grup opositor va romandre en vigília fins a l'endemà, 11 de juny, dia de l'atur nacional i del Ple, actitud que va generar la presentació d'una moció de la taula directiva del Parlament perquè se sancioni a 19 legisladors nacionalistes per impedir el normal funcionament del Congrés. Aquesta primera moció no va aconseguir el quòrum respectiu i es va procedir a suspendre la sessió. Immediatament, prop del migdia, els nacionalistes van sortir als carrers a doblegar-se a la multitudinària mobilització que es concentrava a la Plaça Dos de Mayo.
No obstant això, el Congrés torna a sesionar a la tarda per a votar una segona moció presentada per la Mesa Directiva del Parlament en el qual aprova la sanció per 120 dies legislatius de suspensió a solo a set legisladors nacionalistes, cinc dels quals amb una clara identificació indígena.
Aquesta sanció va ser reconsiderada el mateix dia pel legislador Yonhy Lescano, però va ser descartada per un buit existent en el Reglament del Congrés, que va permetre que en la mateixa sessió s'aprovés la dispensa de l'aprovació de l'acta per a l'execució dels acords.
En l'aprovació no van ser presents els legisladors sancionats, fet que agreuja el degut procés, ja que no se'ls va citar ni va permetre que oferissin els seus descàrrecs. Així mateix, es va imposar la màxima sanció prevista en el Reglament del Congrés per un fet que no guarda proporció amb la grandària de la pena. Així mateix, en la justificació de la sanció, el President del Congrés, va assenyalar que la mateixa es devia després de veure un vídeo de tres minuts en el qual comproven que des del dia anterior alguns legisladors van impedir el normal funcionament del Parlament.
Huancahuari va ser suspesa al costat d'altres sis legisladors: Yaneth Cajahuanca, Rafael Vásquez, María Sumire, Hilaria Supa, Nancy Obregón i Cayo Galindo. Aquesta suspensió va comprendre 120 dies legislatius. El Congrés va aixecar la sanció el 13 d'agost de 2009.